# 栃木県道298号小口黒羽線
栃木県道298号小口黒羽線（とちぎけんどう298ごう こぐちくろばねせん）は、栃木県那須郡那珂川町から大田原市までを結ぶ一般県道である。

## 概要

### 路線データ
- 総延長：7.041km[1]
- 実延長：7.041km[1]
- 起点：栃木県那須郡那珂川町小口（馬頭温泉入口交差点＝栃木県道224号小砂小口線交点）
- 終点：栃木県大田原市片田（片田交差点＝栃木県道27号那須黒羽茂木線、栃木県道343号蛭畑須佐木線交点）
- 認定：1978年（昭和53年）11月21日

## 歴史

### 年表
- 1978年（昭和53年）11月21日 - 一般県道として認定。

## 路線状況

### 交通量
24時間自動車類交通量（台/日）
- 大田原市矢倉23地先：983

## 地理

### 通過する自治体
- 栃木県
  - 那須郡那珂川町 - 大田原市